# Rudolf Ryšán
Rudolf Ryšán (15. června 1890 Bílé Podolí – 16. března 1949 Kutná Hora) byl český architekt a stavební podnikatel.

## Život
Narodil se v rodině Josefa Ryšána, rolníka v Bílém Podolí, a jeho manželky Marie, rozené Chudobové.
Vystudoval architekturu na pražské technice u profesora Antonína Balšánka.
Dne 30. října 1915 se v Kutné Hoře oženil s Pavlínou Schmittovou (1891–1957?).
Dne 18. července 1920 byl jmenován úředním autorizovaným civilním inženýrem pro architekturu a pozemní stavby.
Pozůstalost po Rudolfu Ryšánovi se nedochovala.

## Dílo

### Školní projekt
1912–1913 školní projekt městského divadla v Kutné Hoře pro 600 diváků. Projekt byl zveřejněn v časopisu Architektonický obzor v roce 1915.

### Stavby v Kutné Hoře

#### Zemská průmyslová škola

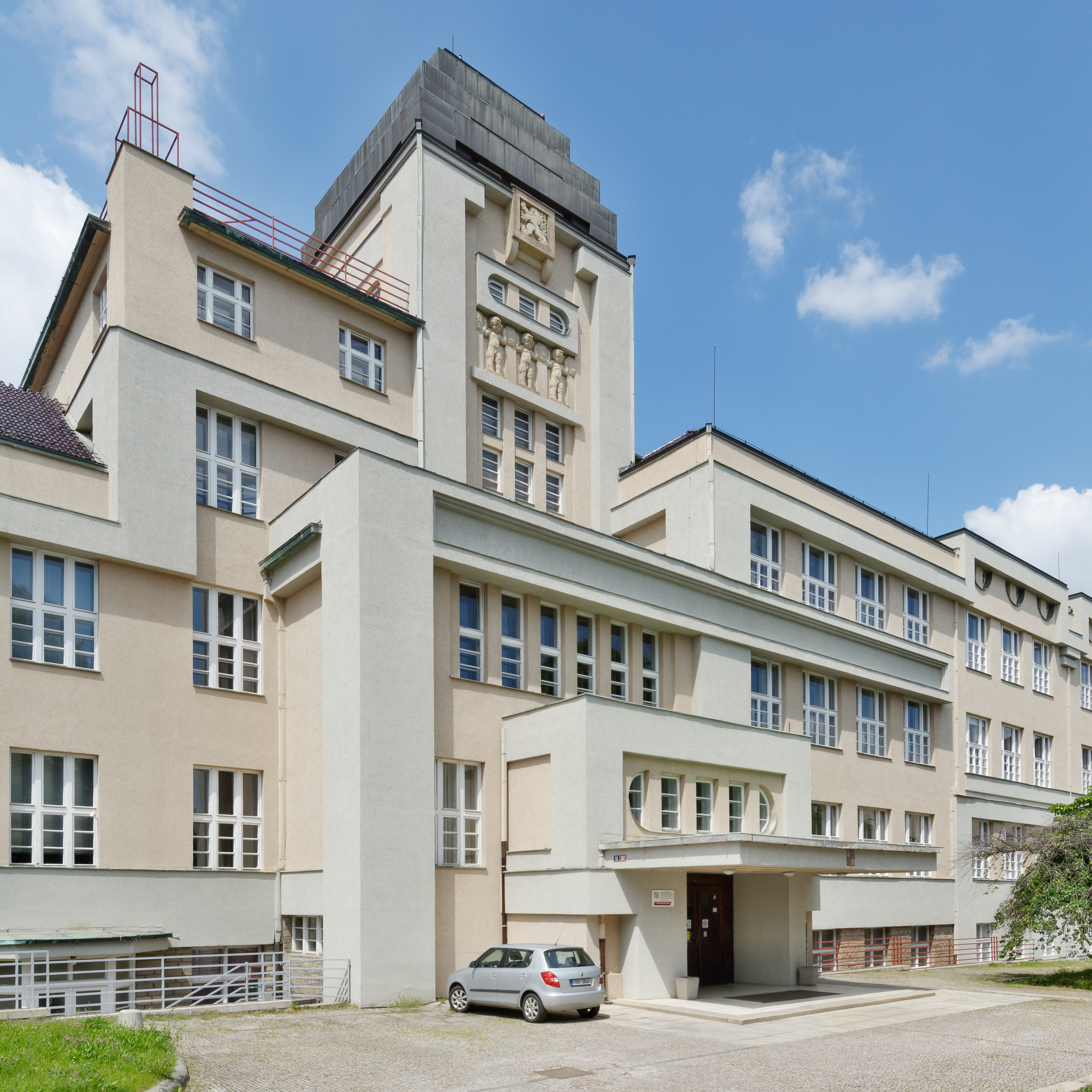
Zemská průmyslová škola.

(projekt 1923, stavba 1926–1928; dnes Vyšší odborná škola, Střední průmyslová škola a Jazyková škola s právem státní jazykové zkoušky), Kutná Hora – Hlouška, čp. 197, Masarykova 1 / Školní 13. V Kutné Hoře fungovala od roku 1870 Živnostenská pokračovací škola, kterou zřídil školní odbor Řemeslnické besedy, spolku ve kterém se sdružovali místní řemeslníci a živnostníci. V roce 1887 převzalo školu město. Škola sídlila v budově v Hornické ulici 209. Tento objekt kapacitně nedostačoval. Proto byla v roce 1923 vypsána dvoukolová architektonické soutěž, do které bylo přihlášeno třicet projektů. Z prvního kola postoupili architekti Bedřich Adámek, Jiří Kodl, Rudolf Ryšán a dvojice Alois Mezera a Ladislav Machoň. Vítězem druhého kola se pak stal projekt Rudolfa Ryšána, který se také se svou stavební firmou ujal realizace. Projekt byl dokončen závěrem roku 1923. V roce 1924 bylo vydáno stavební povolení. První realizovanou částí komplexu byl objekt školních dílen, kde se údajně následně vyráběly kovové prvky potřebné pro stavbu. Stavba školní budovy byla dokončena v roce 1928 a byla v ní umístěna část expozic Všeobecné krajinské výstavy. Kolaudace objektu proběhla po vybavení interiérů v roce 1930 a výuka započala školním rokem 1930/1931. Jedná se o nejrozsáhlejší stavbu, která byla v Kutné Hoře realizována mezi světovými válkami.

#### Obchodní dům Antonína Brožka

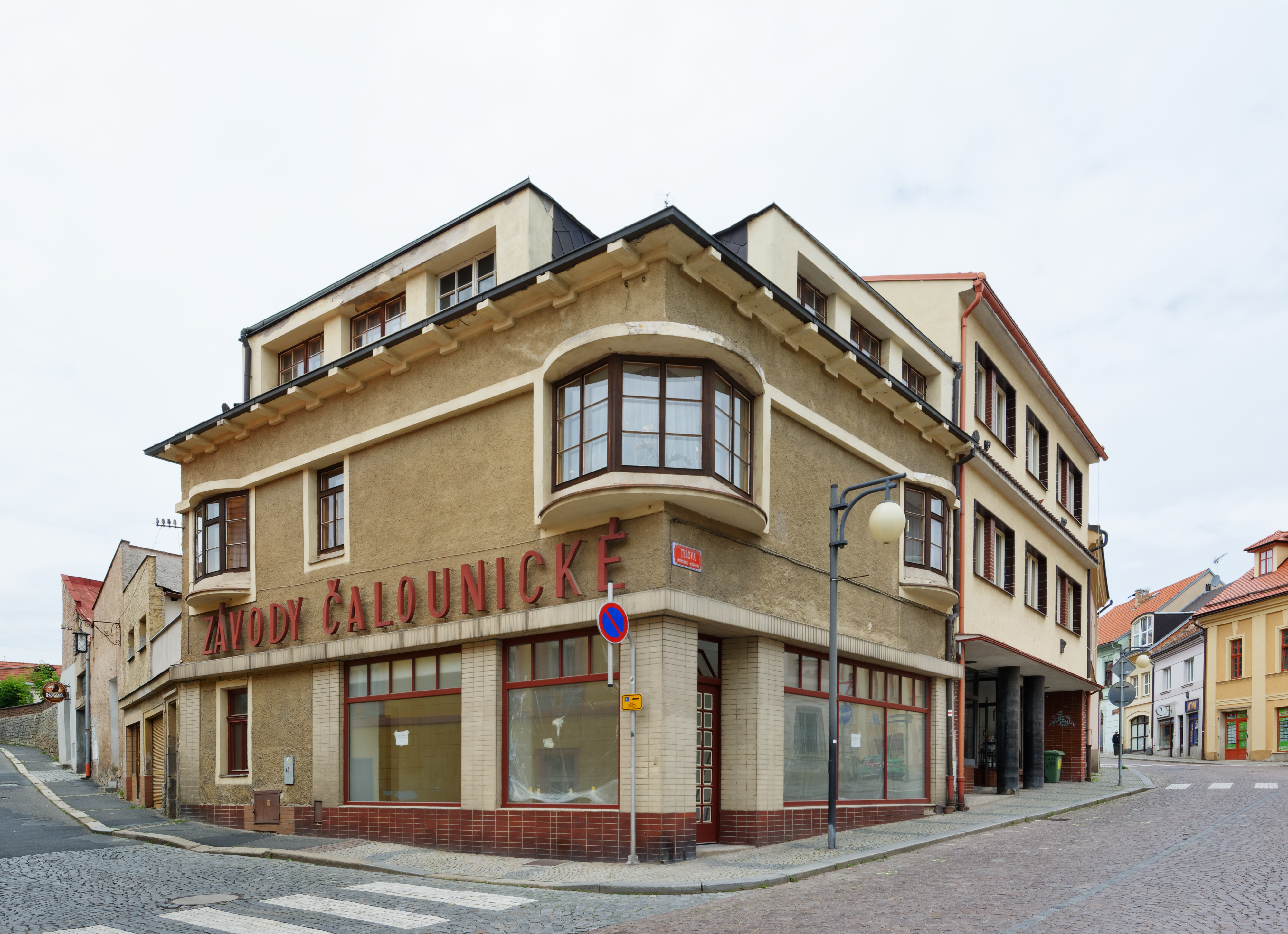
Obchodní dům Antonína Brožka.

1924–1925, Kutná Hora – Vnitřní Město, čp. 498, Roháčova 28, nároží s Tylovou ulicí. Na místě pohřebního ústavu a skladu rakví Otakara Adamce vznikla po první světové válce prosperující firma na čalouněný nábytek Karla Brožka a jeho syna Antonína. V prosinci 1924 pro ně navrhl Rudolf Ryšán adaptaci domu. V přízemí se nacházela vzorková prodejna, v patře čtyřpokojový byt se zázemím. Nad prvním patrem byl pak sklad čalounického materiálu. Budova byla dále upravena v roce 1938 stavitelem Antonínem Stehlíkem, který rozšířil výkladce do Roháčovy ulice a na toto průčelí umístil nápis „ZÁVODY ČALOUNICKÉ“, který se zachoval do současnosti.

#### Obchodní a nájemní dům Josefa Podlipného
1925, Kutná Hora – Hlouška, čp. 48, Na Náměti 26 (nároží se Štefánikovou ulicí), přestavěno 1996

#### Nájemní dům továrny Čs. tabákové režie
1926–1928, Kutná Hora – Sedlec, Vítězná čp. 221

#### Obchodní dům Karla Bláhy
1927–1929, Kutná Hora, čp. 404, Havířská 2, Tylova 11 Drogista Karel Bláha získal v roce 1921 koncesi na drogistickou provozovnu na nároží Tylovy a Havířské ulice. Původní patrový dům byl zajímavý přilehlou malou kapličkou do Tylovy ulice. V roce 1927 vydal městský úřad povolení na demolici domu a výstavbu domu nového. Protože stavebník s demolicí a výstavbou nového domu nespěchal, nařídil mu městský úřad uspíšit výstavbu vzhledem k blížící se Všeobecné krajské výstavě v roce 1928. Stavba nového obchodního domu začala v roce 1928 a protáhla se až do podzimu 1929. V přízemí byly umístěny obchodní prostory, v patře byl čtyřpokojový byt se zasklenou terasou. Dům je považován za jednu z nejzdařilejších realizací architekta.

#### Obchodní a nájemní dům Josefa Kozlíka

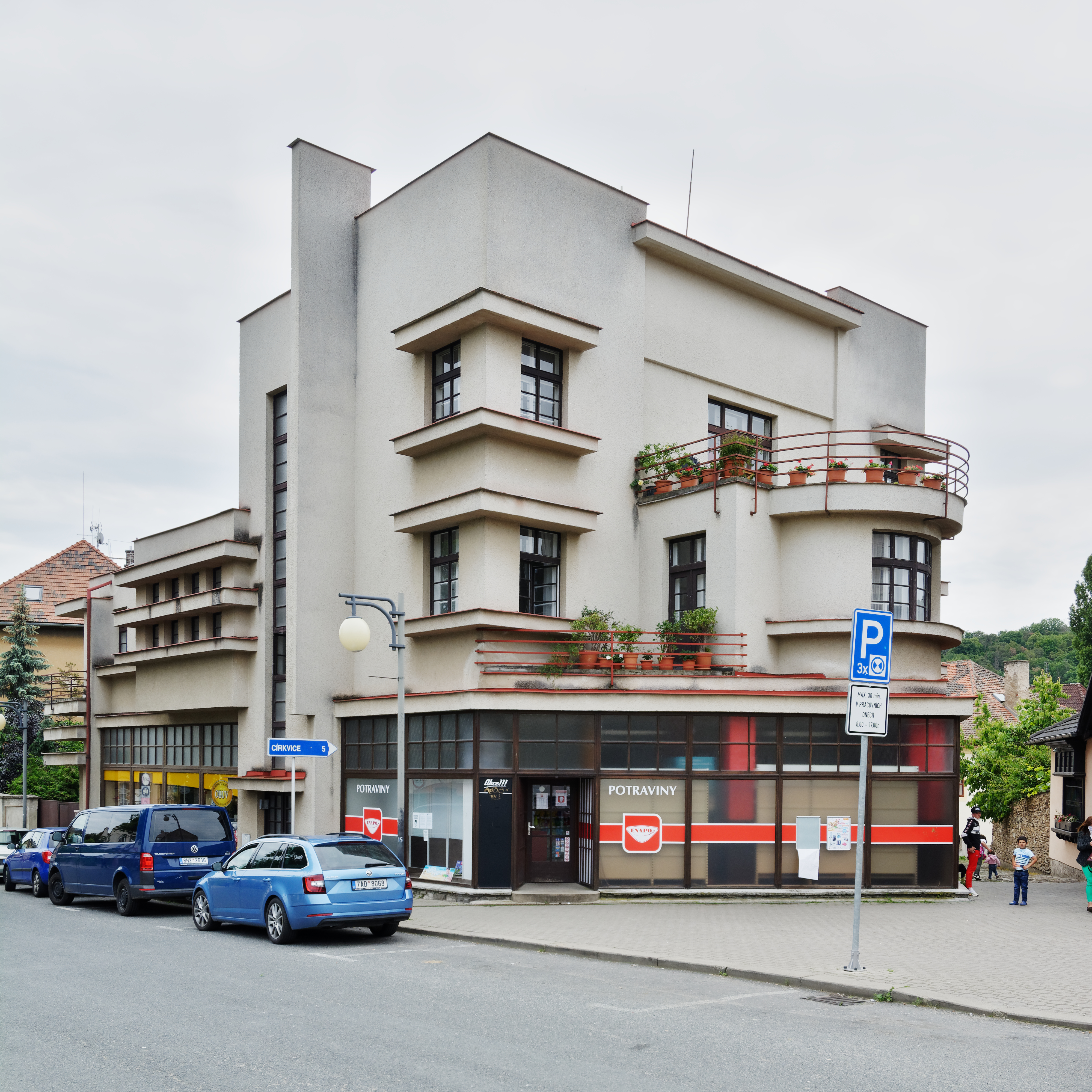
Obchodní dům Josefa Kozlíka

1927–1929, Kutná Hora-Vnitřní Město, čp. 413, Sokolská 12. Dvoupatrový puristický dům s charakteristickými střídajícími se vertikálními a horizontálními liniemi v průčelí. Velkoobchodník s koloniálním zbožím Josef Kozlík, který měl svůj prosperující obchod na Václavském náměstí v centru Kutné Hory, se v roce 1927 rozhodl pro stavbu moderního obchodního domu v Sokolské ulici, která je hlavní spojnicí mezi nádražím a středem města. V lednu 1928 bylo vydáno stavební povolení na stavbu dvoupatrové budovy, kde byly v přízemí obchodní místnosti, skladiště a kancelář; v prvním patře se nacházel šestipokojový byt s příslušenstvím a ve druhém patře tři pokoje pro personál, příslušenství a prádelna. Kolaudace domu proběhla v říjnu 1929. V roce 1949 byl dům znárodněn a přidělen podniku Pramen. Po roce 1990 byl vrácen rodině původních majitelů a následně v devadesátých letech rekonstruován. Dne 3. března 1999 byl objekt prohlášen kulturní památkou České republiky.

#### Další realizace
- 1927–1929 Rodinný dům Karla Bláhy, Kutná Hora – Žižkov, čp. 204, Dukelská 7[12]
- 1928 Rodinný dům, Kutná Hora – Žižkov, čp. 205, Dukelská 8[12]
- 1928–1929 Rodinný dům, Kutná Hora – Žižkov, čp. 203, Vojtěšská 9[12]
- 1931-1933 Tylovo divadlo, Kutná Hora - Hlouška, čp. 128, Masarykova 10. Pro projekt divadelní budovy v Kutné Hoře byla vypsána v roce 1928 architektonická soutěž, které se zúčastnili přední architekti, například Jan Gillar, Josef Hausenblas, Josef a Rudolf Hrabovi, Otakar Novotný, Zdeněk Pešánek, Rudolf Ryšán, Josef Skřivánek, Antonín Urban, Jan Vodňaruk, František Zelenka. Město Kutná Hora zakoupilo některé soutěžní projekty, ale vítěz nebyl vybrán.[17] V roce 1931 se začala stavba divadelní budovy, jejímiž autory byli bratři Josef a Rudolf Hrabovi. Podpisy na plánech dosvědčují, že se na projektu podílelo více projektantů: Rudolf Ryšán, který je pravděpodobně autorem interiéru i průčelí stavby, František Zelenka navrhl hlediště. Dále jsou na výkresech skutečného provedení podepsáni Jaromír Dajbych a J. Král.[18]
- 1938–1939 Zemědělská nemocenská pojišťovna, Kutná Hora – Žižkov, čp. 301, Vojtěšská 11, spolu s Antonínem Brožkem[11]
- 1939–1943 Hlavní budova nemocnice v Kutné Hoře, Kutná Hora – Žižkov, čp. 237, Vojtěšská 26, spolu s Bedřichem Adámkem a Jaromírem Dajbychem.[11]

Realizace v Kutné Hoře
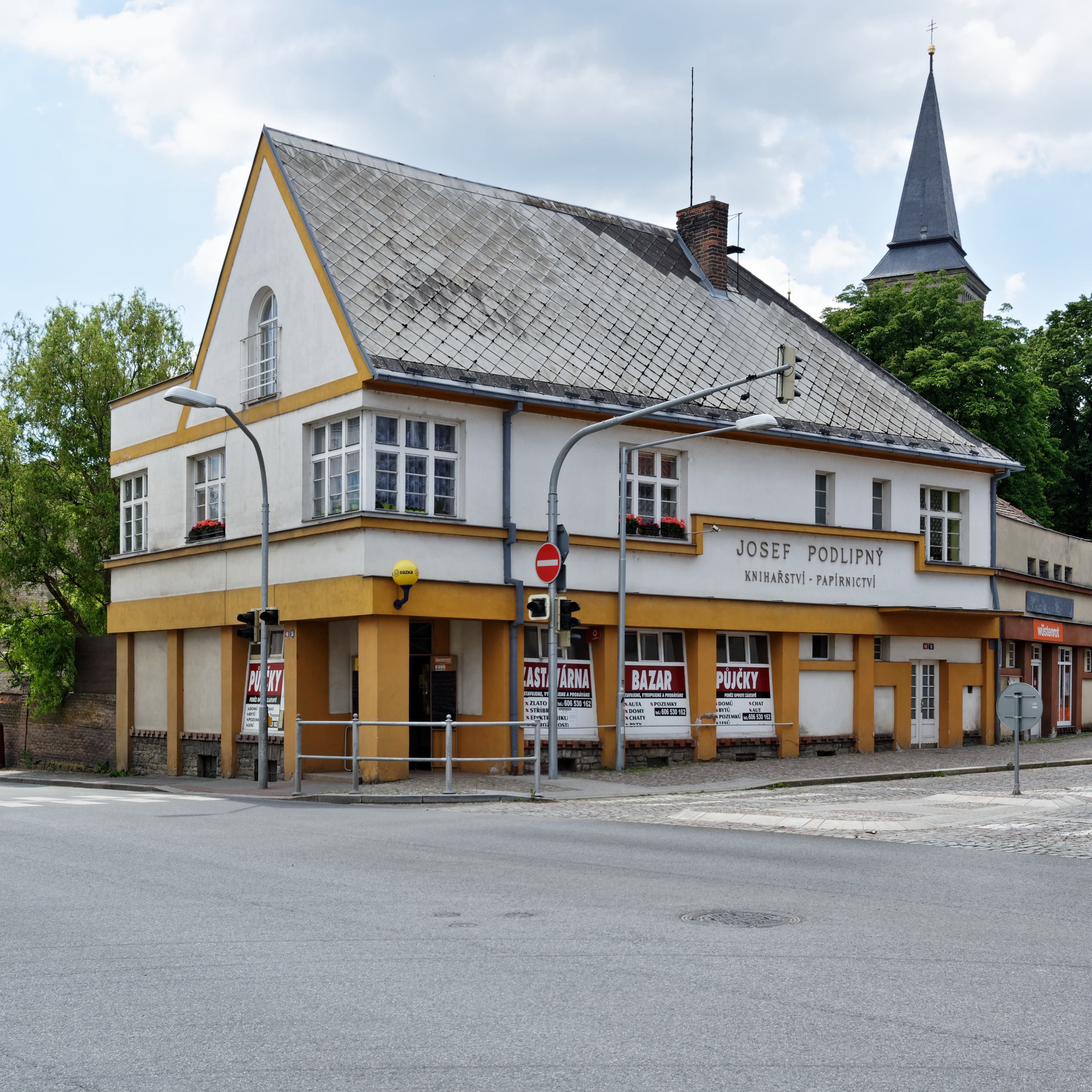
Obchodní a nájemní dům Josefa Podlipného.
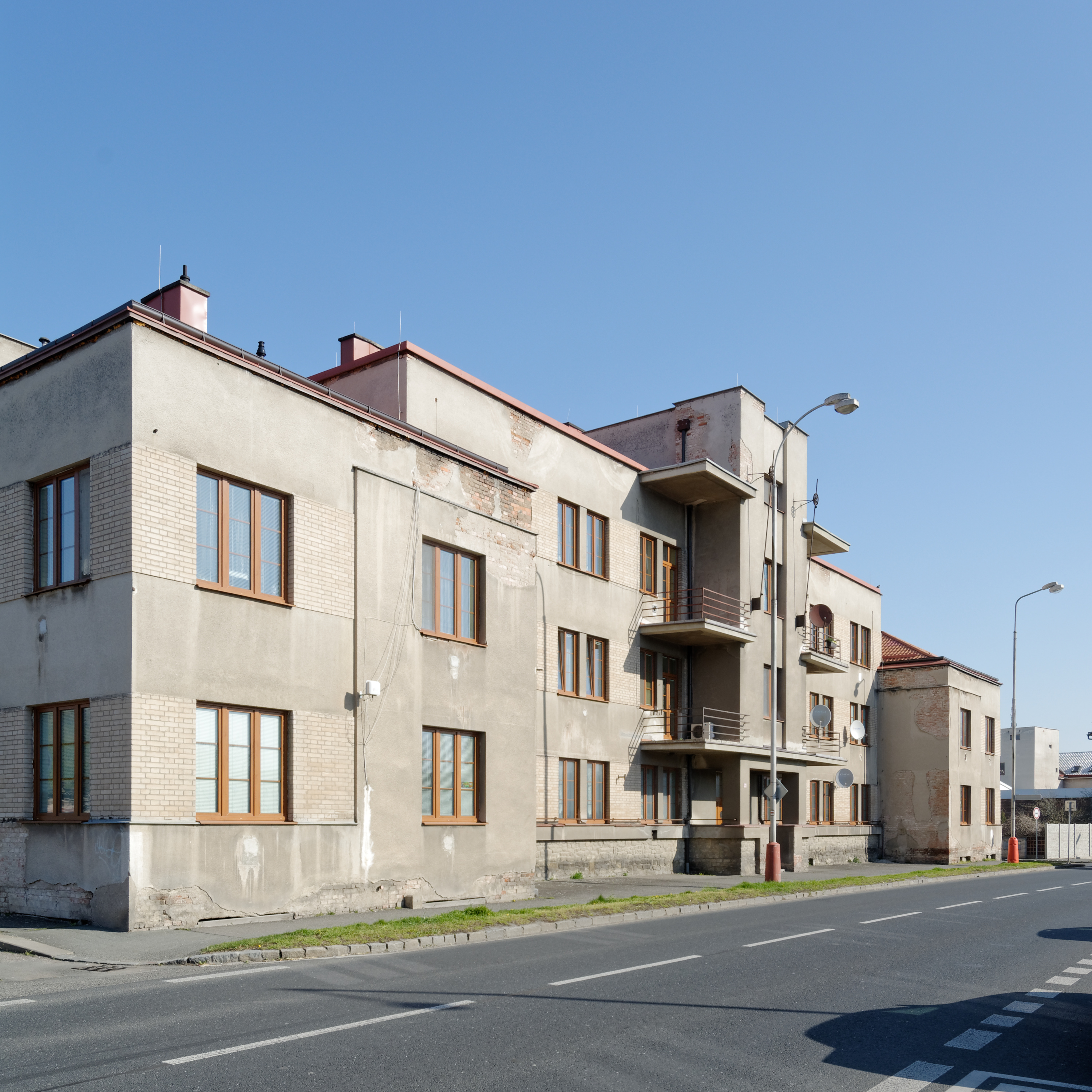
Nájemní dům továrny Čs. tabákové režie.
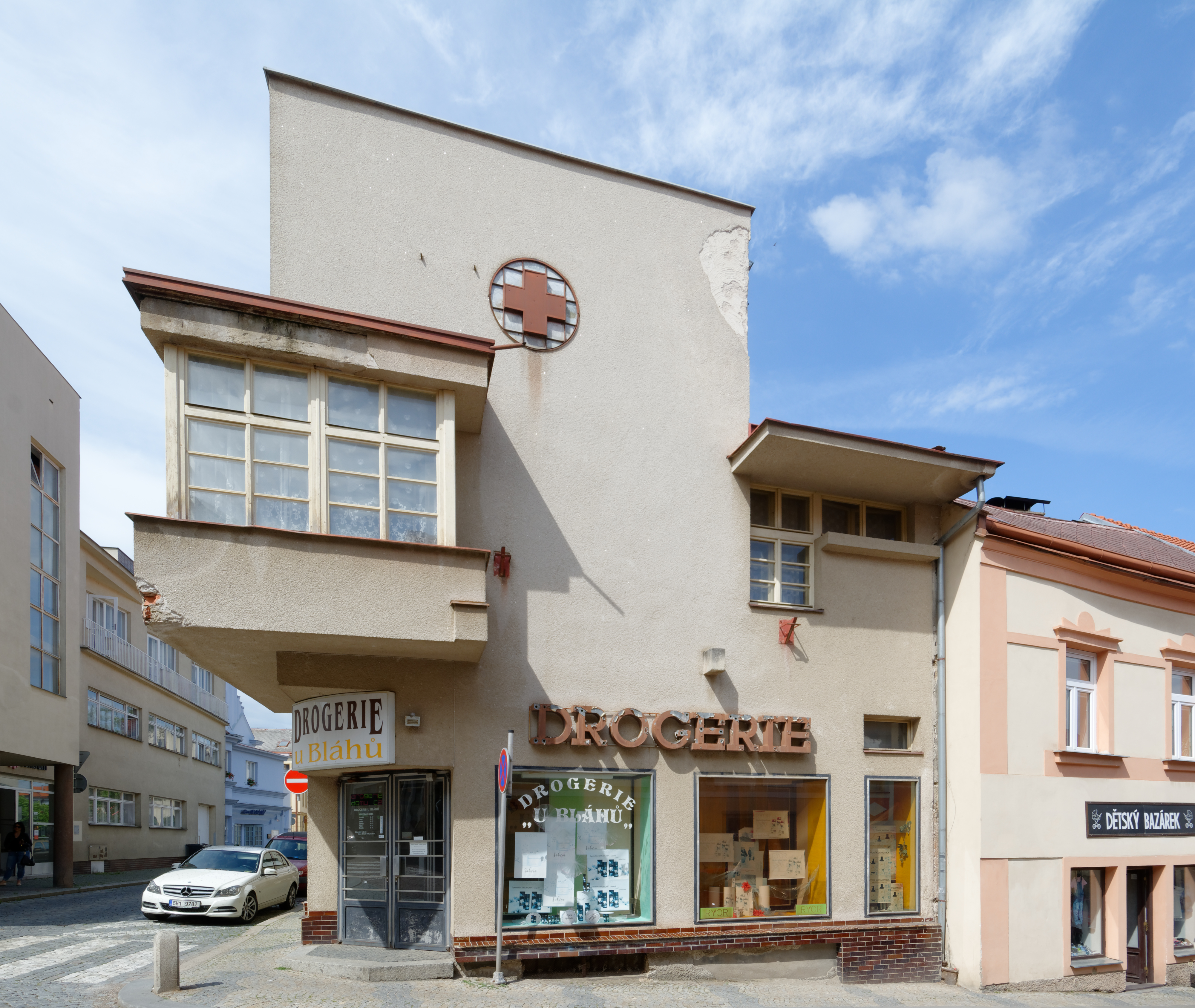
Obchodní dům Karla Bláhy.
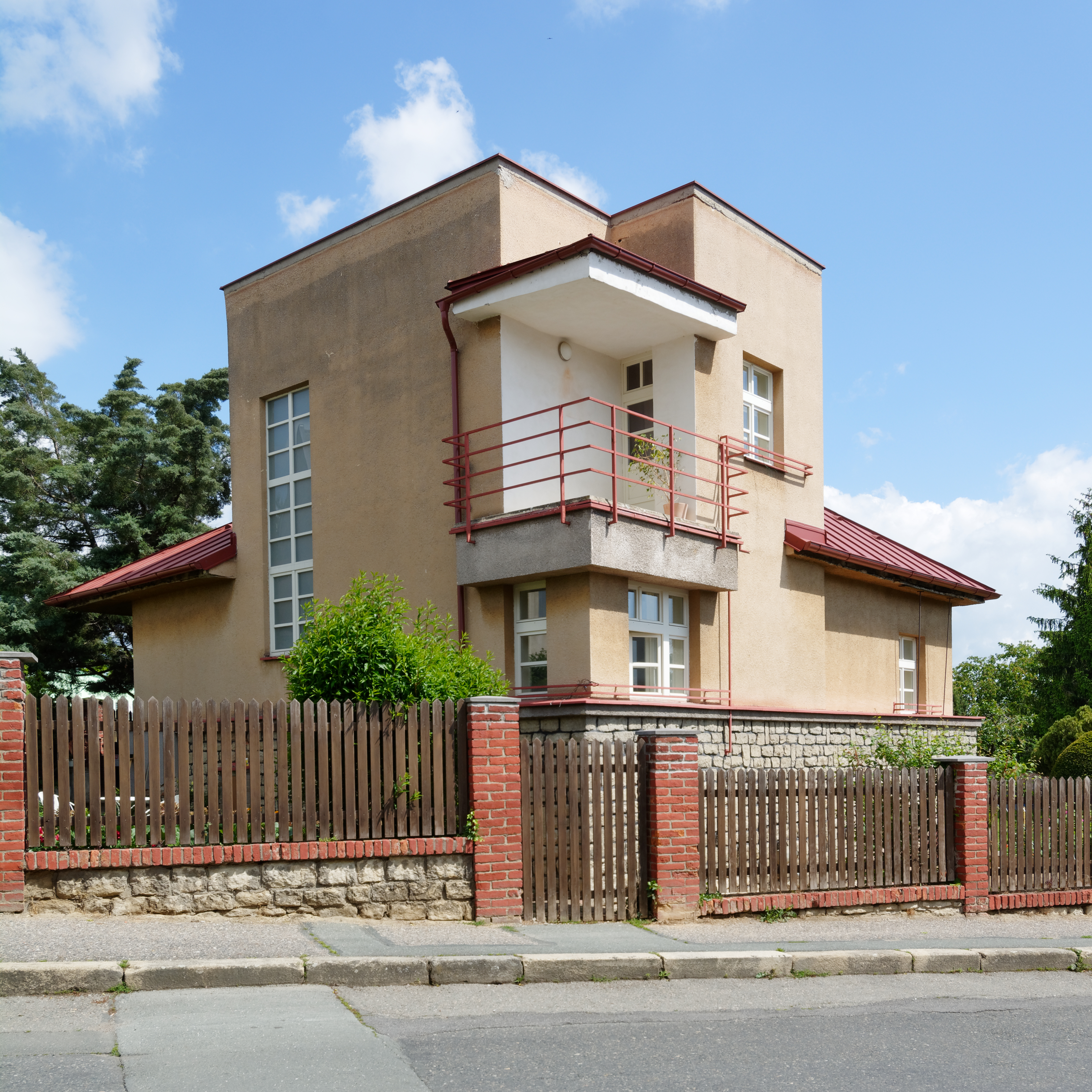
Rodinný dům, Vojtěšská 9
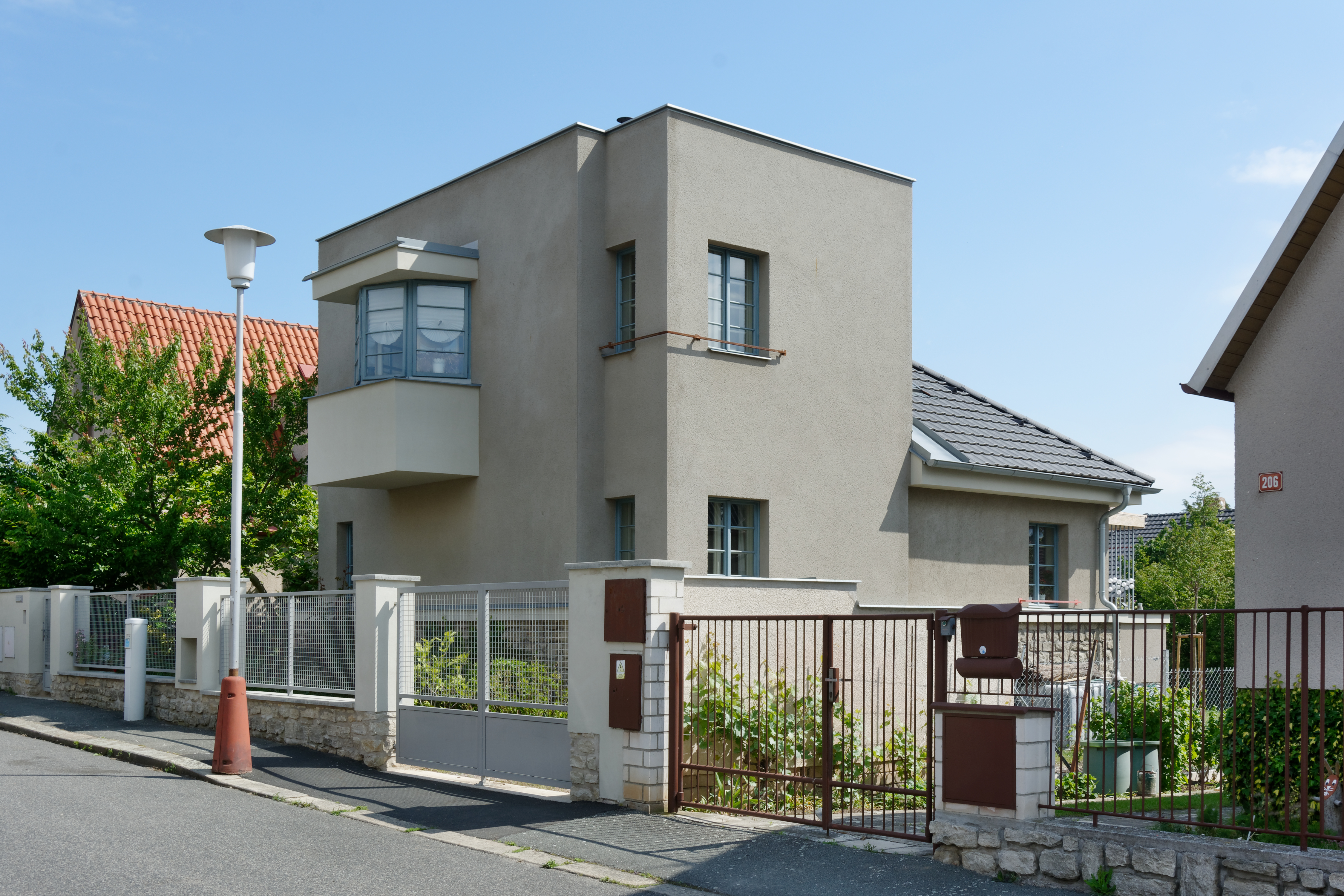
Rodinný dům Karla Bláhy, Dukelská 7
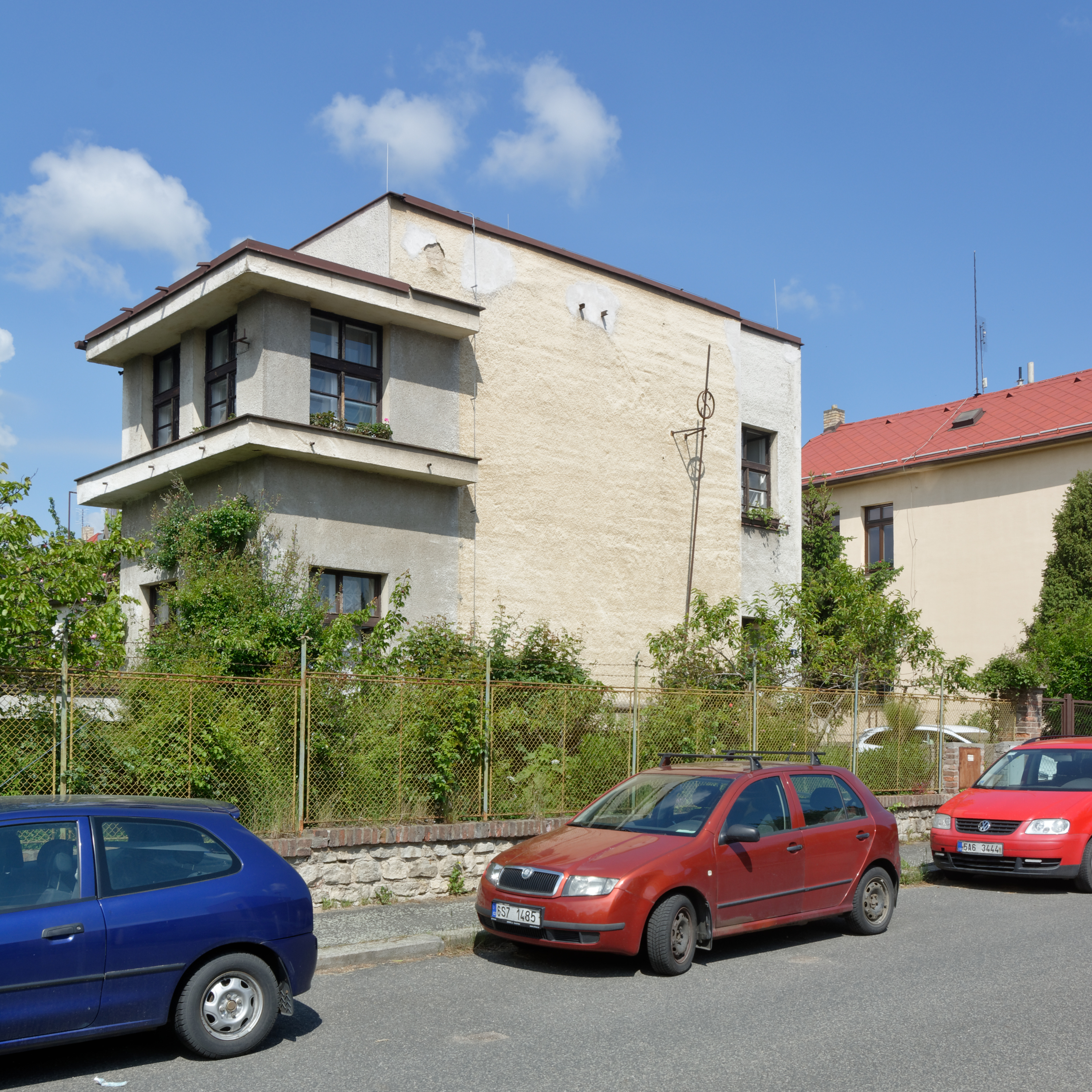
Rodinný dům, Dukelská 8
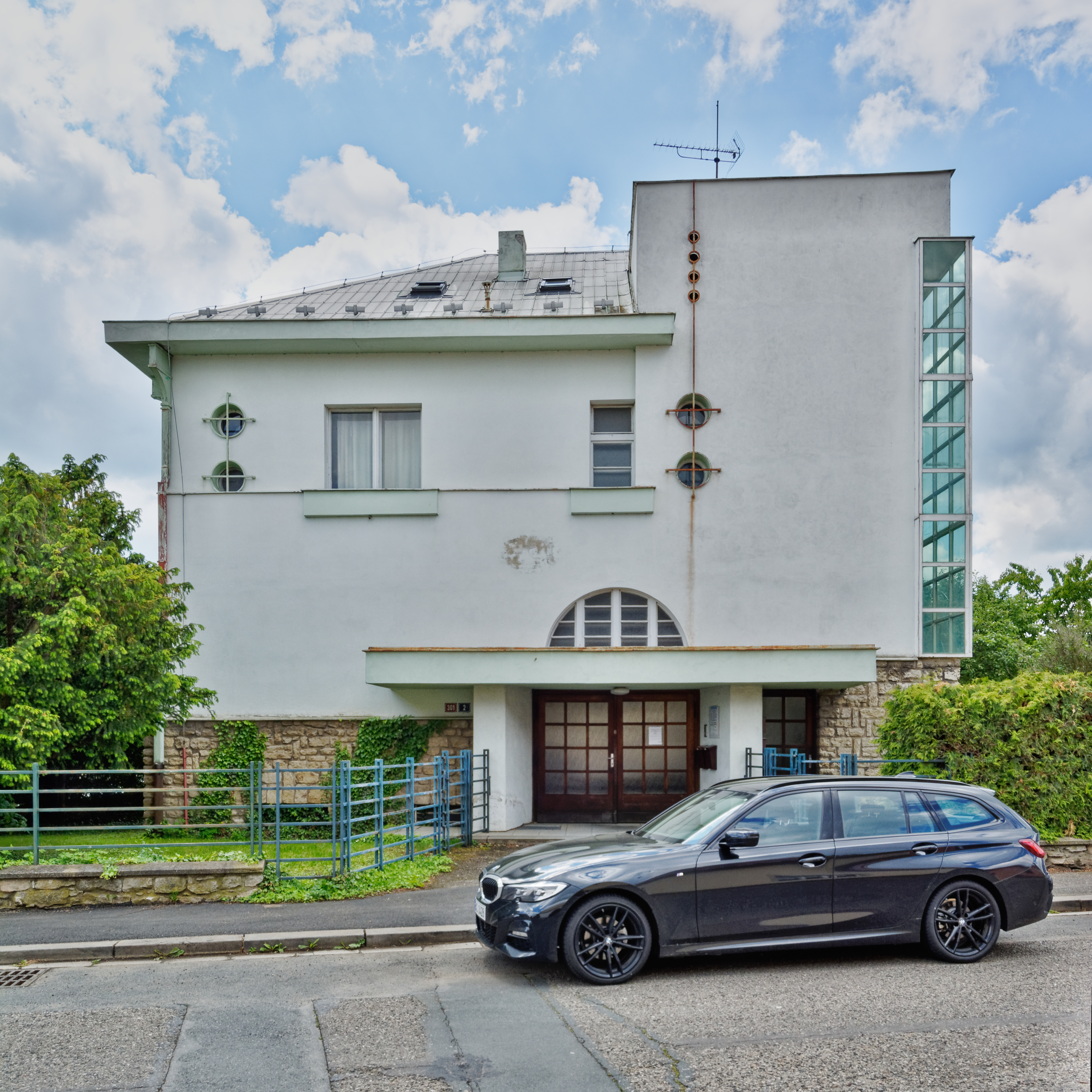
Zemědělská nemocenská pojišťovna, Architekti Rudolf Ryšán a Antonín Brožek
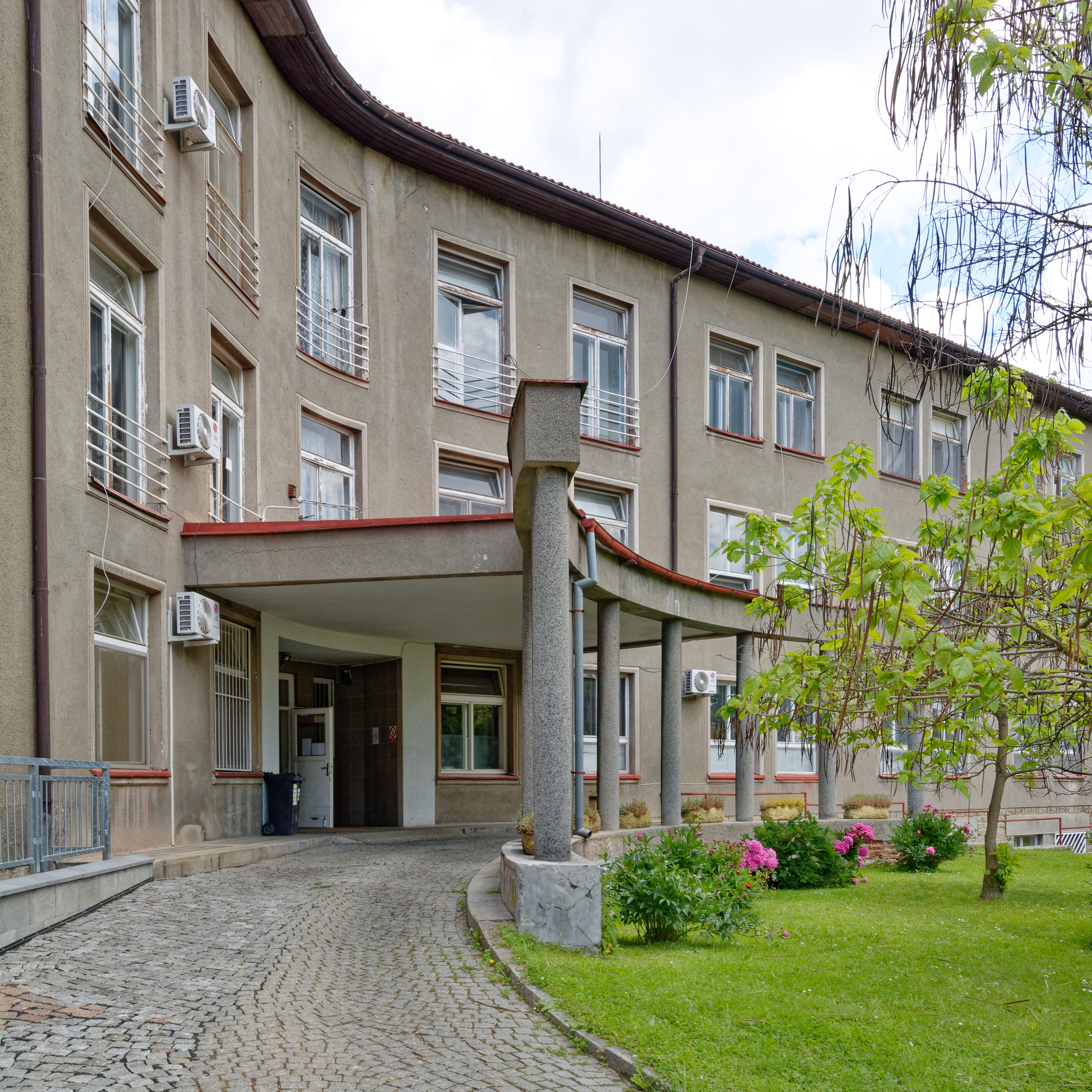
Hlavní budova nemocnice v Kutné Hoře

### Stavby mimo Kutnou Horu
- 1936–1937 Továrna Kašparides & Novák, továrna plechových obalů, Kolín nad Labem,
- polovina třicátých let – Továrna Jakl a Štěřík, Chemická továrna v Kolíně nad Labem. Areál vážně poškozen bombardováním během druhé světové války.

- Obchodní dům E. Kaucký, Jince
- Červinkova vila, Jince

- 1921–1930 mlýn Dubina u Malešova, čp. 69[19][20]

### Vynálezy

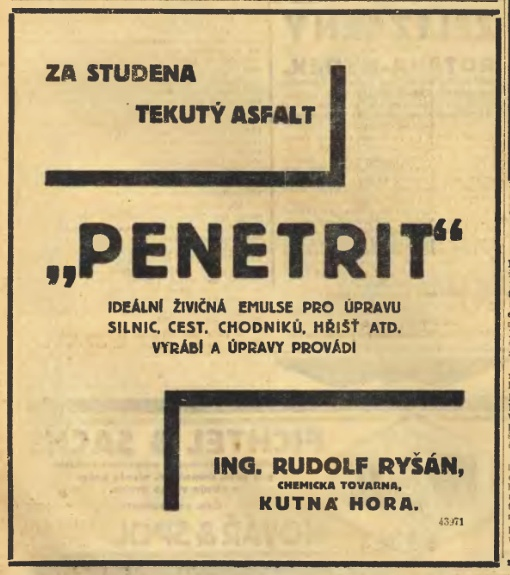
Penetrit, dobová inzerce z roku 1928

Vynalezl asfaltocementovou směs Penetrit, která se používala při stavbě silnic a byla rovněž užita pro stavbu letištních ploch letiště Praha – Ruzyně.